# Rinegg
Rinegg là một đô thị thuộc huyện Murau thuộc bang Steiermark, nước Áo. Đô thị Rinegg có diện tích 13,65 km², dân số thời điểm cuối năm 2005 là 174 người.